# Сібонісо Мамба
Нтокозо Сібонісо Мамба (англ. Ntokozo Siboniso Mamba, нар. 24 лютого 1991) — футболіст Есватіні, захисник клубу «Янг Баффалоз» та національної збірної Есватіні.

## Клубна кар'єра
Сібонісо Мамба розпочав виступи на футбольних полях у 2014 році в клубі «Янг Баффалоз». У 2020 році Мамба став чемпіоном країни, а в 2017 та 2018 роках став у складі команди володарем Кубка Есватіні.

## Виступи за збірну
У 2017 році Сібонісо Мамба дебютував у складі національної збірної Есватіні. У футболці збірної брав участь у кваліфікаційних турнірах чемпіонату світу з футболу та Кубка африканських націй. Станом на червень 2023 року у національній команді зіграв 34 матчі, у яких відзначився 2 забитими м'ячами.